# Jean Epstein
Jean Epstein, właśc. Jan Stanisław Alfred Epstein (ur. 25 marca 1897 w Warszawie, zm. 2 kwietnia 1953 w Paryżu) – francuski reżyser, scenarzysta, teoretyk filmu, krytyk i pisarz pochodzenia polskiego. Autor awangardowych filmów i manifestów. W latach 20. jeden z reprezentantów francuskiego impresjonizmu filmowego, obok m.in. Germaine Dulac, Abla Gance’a i Marcela L’Herbiera. Brat reżyserki i archiwistki Marie Epstein.

## Życiorys
Jan (później: Jean) Epstein urodził się w Warszawie. Jego ojciec, Juliusz Eugeniusz Epstein, wywodził się ze znanej rodziny spolonizowanych żydowskich bankierów. Służył w armii francuskiej podczas wojny francusko-pruskiej, za co otrzymał obywatelstwo francuskie. Po powrocie do Polski zaczął kierować fabryką papieru w Soczewce. Poślubił Helenę Marię Rompel, córkę polskiego cieśli. Ich syn, młody Jan Epstein, był jednym z dwojga rodzeństwa. W roku 1907, po śmierci ojca, Jan Epstein wyemigrował wraz z rodziną do Fryburga w Szwajcarii. Tam zamieszkał na stałe w katolickim internacie francuskim, a wakacje spędzał w Fontainebleau. W roku 1915, po ukończeniu szkoły średniej, Epstein przeniósł się wraz z rodziną do Lyonu, gdzie studiował medycynę.

### Krytyka literacka i filmowa
Epstein wychował się w tradycji inteligenckiej, dzięki czemu cechowała go duża wiedza literacka i filozoficzna. W początkowym etapie działalności, w latach 1917-1920, zainteresował się krytyką literacką. W tym okresie razem z innymi studentami medycyny założył awangardowe czasopismo „Promenoir”. Przez pewien czas zajmował się też malarstwem i wzornictwem – projektował wzory tkanin produkowanych przemysłowo. Szczególnie interesowało go współczesne kino, a pasję tę  dzielił z siostrą Marie Epstein. W roku 1923 przeprowadził się do Paryża –  zaczął tam pracę w wydawnictwie Éditions de La Sirène, w którym wydał wcześniej pracę teoretyczną pt. Poezja współczesna, nowy stan inteligencji (1921). Oprócz Poezji... wydał również szereg innych prac dotyczących filmu: Witaj kino (1921), Liryczna mądrość (1922) oraz Kinematograf widziany z Etny (1926). W Paryżu związał się ze środowiskiem artystycznym, gdzie poznał m.in. Louisa Delluka, Abla Gance'a, Fernanda Légera i Marcela L’Herbiera.

### Okres impresjonizmu
Epstein asystował w roku 1921 przy niedokończonym filmie Louisa Delluca Grzmot – wówczas zdobył pierwsze doświadczenia jako realizator, co otworzyło mu drogę do samodzielnego reżyserowania. W okresie kina niemego Epstein zrealizował wiele filmów fabularnych i dokumentalnych. Część z nich zaliczana jest do awangardy filmowej – ich realizacja nie była dochodowa, co zmuszało Epsteina do równoległego reżyserowania komercyjnych filmów kostiumowych. Siostra Jeana Epsteina, Marie Epstein, często asystowała mu przy pracy na planie i pisała dla niego scenariusze. Jego pierwszą realizacją był dokumentalny Pasteur (1922) opowiadający skrupulatnie historię Louis Pasteura, pozytywnie przyjęty przez krytyków, choć określany czasem jako „akademicki”. Następnie podpisał z wytwórnią Pathé kontrakt reżyserski na 10 lat i od razu w roku 1923 zrealizował aż 4 filmy – Czerwona oberża, Wierne serce, Niewierna góra oraz Piękna Niwernianka. W środowisku filmowym najszerzej dyskutowanym z nich było Wierne serce, na które krytycy reagowali skrajnie: entuzjastycznie lub wrogo.
W połowie lat 20. Epstein zerwał współpracę z Pathé i, za sprawą Aleksandra Kamenki, dołączył do wytwórni Albatros założonej przez rosyjskich imigrantów, m.in. Aleksandra Wołkowa oraz Iwana Mozżuchina – wyprodukowali oni wiele filmów francuskich impresjonistów. W wytwórni Albatros zrealizował Epstein trzy filmy: Lew Mogołów (1924), Plakat (1924), Podwójna miłość (1925) oraz Przygody Roberta Macaire (1926). W roku 1926 założył własną wytwórnię filmową Les Films Jean Epstein. Istniała ona tylko dwa lata, ale w tym czasie udało mu się zrealizować jedne z najważniejszych filmów schyłkowego impresjonizmu – w tym Lustro o trzech twarzach (1927) oraz Upadek domu Usherów (1928).

### Cykl bretoński i losy powojenne
Po zrealizowaniu filmu Upadek domu Usherów, Epstein wyjechał na pewien czas na wybrzeże Bretanii, gdzie nakręcił cykl filmów z pogranicza fabuły i dokumentu. Na cykl bretoński Epsteina składają się filmy: Finis terrae (1929), Morze Kruków (1931) i Złoto mórz (1932). Z tego okresu znane są też jego zaginione dokumenty Bretania (1936) oraz Burgundia (1936), nakręcone z okazji wystawy światowej w Paryżu. Po upowszechnieniu się kina dźwiękowego w latach 30. Epstein realizował też komercyjne kino popularne: Człowiek z samochodem Hispano (1933), Władczyni Libanu (1934), Serce włóczęgi (1936) i Kobieta z krańców świata (1937).
Druga wojna światowa i okupacja niemiecka zahamowały jego karierę. Odsunięto go od pracy w filmie. Dzięki znajomościom w kręgu władz uniknął poważniejszych represji. Po wojnie zrealizował jeszcze jeden film, bazujący na legendach bretońskich – Zaklinacz burzy (1947). Został też zatrudniony jako wykładowca w szkole filmowej Institut des hautes études cinématographiques (IDHEC), gdzie jednym z jego uczniów był Alain Resnais.

## Twórczość

### Filmy impresjonistyczne
Filmy Epsteina zaliczane są w obręb awangardy filmowej. Epstein w swojej twórczości doby kina niemego korzystał z takich rozwiązań formalnych jak szybki montaż, kontrastowe zestawienia wizualne czy wielokrotne ekspozycje – celem było zakomunikowanie odbiorcy rozmaitych stanów psycho-emocjonalnych bohaterów.
W jednym ze swoich pierwszych filmów, Czerwonej oberży (1923), Epstein wykorzystał nietypowe jazdy kamery wokół filmowanego stołu, co zdaniem Zbigniewa Czeczota-Gawraka wzbudziło w środowisku filmowym sensację. W filmie Wierne serce (1923), Epstein próbował zobrazować psychologię postaci za pomocą charakterystycznych chwytów wizualnych, w szczególności wielokrotnych zbliżeń. W sposób typowy dla filmowego impresjonizmu korzystał z ruchów kamery, aby podkreślić subiektywność bohaterów oraz tzw. fotogenię obrazu.
Z kolei w krótkometrażowym Lustrze o trzech twarzach (1927) ustanowił subiektywne punkty widzenia postaci podstawową dla opowiedzenia całej historii – w filmie zaprezentowane zostają wzajemnie sprzeczne opowieści trzech różnych kobiet o tym samym mężczyźnie, a wszystkie informacje o bohaterze przekazywane są tylko za pośrednictwem tych trzech punktów widzenia.

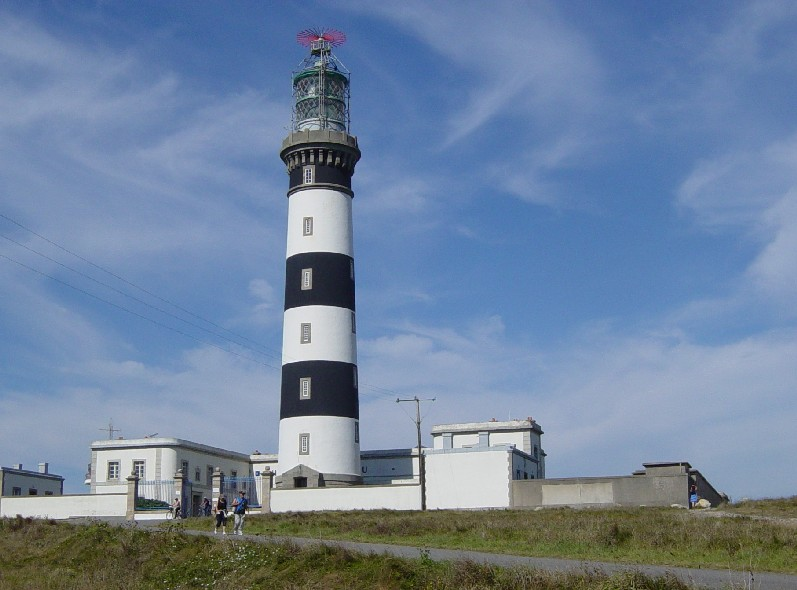
Latarnia morska Phare du Creach, wykorzystana jako plener w filmie Finis Terrae

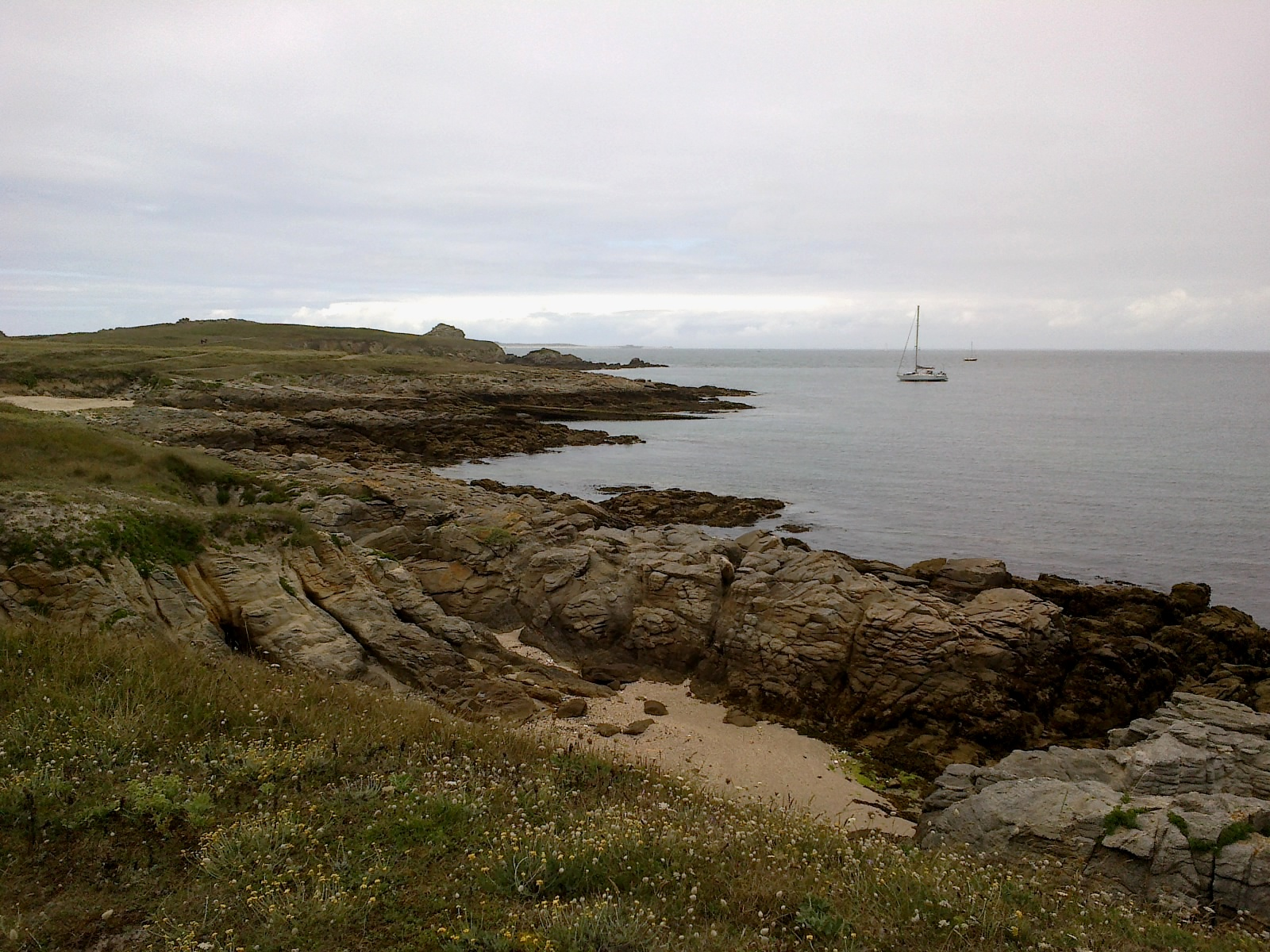
Krajobraz wybrzeża wyspy Hœdic, gdzie Epstein zrealizował film Złoto mórz

Historycy kina uznają jego adaptację noweli E.A. Poe, Upadek domu Usherów (1928), za najpełniejszą realizację jego stylu. Oprócz komunikowania stanów psychicznych postaci, Epstein próbował za pomocą impresjonistycznych środków wizualnych i montażowych oraz inspirowanej ekspresjonizmem scenografii uchwycić niepokojącą atmosferę literackiego pierwowzoru. Asystentem Epsteina przy realizacji tego filmu był Luis Buñuel.

### Filmy z cyklu bretońskiego
W roku 1927 Epstein pisał, że impresjonistyczne i niegdyś nowatorskie środki wyrazu, takie jak szybki montaż czy ekspresyjne ruchy kamery, wydają się dziś „zwulgaryzowane”. Zdaniem Epsteina należało zrezygnować z radykalnych stylizacji i wrócić do prostych form filmowych. Realizacją tego zamysłu był cykl filmów osadzonych w Bretanii (1929–1936), w ramach którego Epstein przedstawiał proste życie mieszkańców nadbrzeżnych wsi, łącząc styl fabularny z dokumentalnym. W filmach tych zrezygnował zupełnie z efektownych chwytów impresjonizmu, skupiając się na opowiadaniu prostych historii z udziałem naturszczyków. Powstały w tej serii film Finis Terrae (1929) jest filmem niemym, a efekt dramatyczny został w nim zbudowany obrazami natury: wzburzonych fal (zdjęcia spowolnione), wiatru i chmur. Z kolei film Morze kruków (1931) został nakręcony jako niemy, a dopiero w postprodukcji został udźwiękowiony – pozbawiony jest dialogów, a warstwę dźwiękową stanowi muzyka i szumy morza. W filmie Złoto mórz (1932) Epstein umieścił akcję na wyspie Hœdic, tym razem również angażując do filmu lokalnych rybaków jako naturszczyków.
Między realizacjami w Bretanii Epstein realizował popularne kino komercyjne.

### Teoria filmu
Jako teoretyk filmu pisał przede wszystkim o zdolności kina do zniekształcania, komentowania i interpretowania na nowo rzeczywistości poprzez manipulowanie obrazem, montaż oraz efekty specjalne. Dążył do tego, wypracować na gruncie kina środki do przedstawienia psychologii bohaterów w tak złożony sposób jak w literaturze, oraz do nadania obrazowi filmowemu ekspresywności właściwej poezji i muzyce. Epstein w swojej teorii filmu próbował łączyć metody myślenia intuicyjnego oraz empirycznego. Rozwinął na tym tle koncepcję fotogenii Louisa Delluca. W teorii filmu Epsteina fotogenia oznaczała takie ujęcie filmowanej rzeczywistości, które łączy odbiór emocjonalny z intelektualnym. Fotogenia była źródłem piękna fotografowanych przedmiotów, a przejawiała się w ruchu i nieustającej zmienności – zdaniem Epsteina piękne są nie uśmiechnięte usta, a usta dopiero składające się do uśmiechu. Epstein poruszył tę kwestię z perspektywy filozoficznej, uznając że film jako proces oparty jest na nieustannych przekształceniach, prezentuje więc istotę idei zmienności.

## Filmografia
Filmy wyreżyserowane przez Jeana Epsteina:

- Pasteur (1922)
- Les Vendanges (1922)
- Niewierna góra (La Montagne infidèle, 1923)
- Wierne serce (Coeur fidèle, 1923)
- Czerwona oberża (L’Auberge rouge, 1923)
- Lew Mogołów (Le Lion des Mogols, 1924)
- La Goutte de sang (1924)
- Piękna Niwernianka (La Belle nivernaise, 1924)
- Plakat (L'Affiche, 1924)
- Podwójna miłość (Le Double Amour, 1925)
- Przygody Roberta Macaire (Les Aventures de Robert Macaire, 1925)
- Mauprat (1926)
- Au pays de G. Sand (1926)
- Sześć i pół na jedenaście (Six et demi onze, 1927)
- Lustro o trzech twarzach (La Glace à trois faces, 1927)
- Upadek domu Usherów (La Chute de la maison Usher, 1928)
- Finis Terrae (1929)
- Jego głowa (Sa tête, 1929)
- Le Pas de la mule (1930)
- Paryska Notre-Dame (Notre-Dame de Paris, 1931)
- Morze kruków (Mor vran, 1931)
- Złoto mórz (L'Or des mers, 1932)
- Człowiek z samochodem Hispano (L’Homme à l'Hispano, 1933)
- Władczyni Libanu (La Châtelaine du Liban, 1934)
- Pieśń Armoru (Chanson d’Armor, 1934)
- La Vie d'un grand journal (1934)
- Serce włóczęgi (Coeur de gueux, 1936)
- Burgundia (La Bourgogne, 1936)
- Bretania (La Bretagne, 1936)
- Życie jest piękne (Vive la vie, 1937)
- Kobieta z krańców świata (La Femme du bout du monde, 1937)
- Robotnicy budowlani (Les Bâtisseurs, 1938)
- Wodociąg (Eau vive, 1938)
- La Relève (1938)
- Arterie Francji (Artères de France, 1939)
- Zaklinacz burzy (Le Tempestaire, 1947)
- Ognie morza (Les Feux de la mer, 1948)

## Publikacje
Krytyka filmowa:
- Witaj kino (Bonjour, cinéma, 1921)
- Poezja współczesna, nowy stan inteligencji (La Poésie d'aujourd'hui, un nouvel état d'intelligence, 1921)
- Liryczna mądrość (La Lyrosophie, 1922)
- Kinematograf widziany z Etny (Le Cinématographe vu de l'Etna, 1926)
- Fotogenia rzeczy nieważkich (La Photogénie de l'impondérable, 1935)
- Inteligencja maszyny (L'Intelligence d'une machine, 1946)
- Film diabelski (Le Cinéma du diable, 1947)
- Duch filmu (Esprit de cinéma, 1955).

Literatura piękna:
- Les Recteurs et la sirène (1934)
- L'Or des mers (1932)